# Chiropotes albinasus
Il chiropote dal naso bianco (Chiropotes albinasus I. Géoffroy & Deville, 1848) è un primate platirrino della famiglia dei Pitecidi.

## Distribuzione
Vive nella zona compresa fra i fiumi Xingu e Madeira, a sud del Rio delle Amazzoni, in Brasile.

Preferisce le zone di foresta pluviale umida, dove occupa i livelli alti degli alberi.

## Descrizione

### Dimensioni
Misura circa un metro di lunghezza, di cui più della metà spetta alla coda, per un peso di 3 kg.

### Aspetto
Il pelo è nero e cotonato, col muso rossiccio e ricoperto da una rada peluria bianca. Sulla testa, il pelo si dispone in modo tale che l'animale pare indossare un casco nero da pugile dilettante. I maschi hanno inoltre una lunga barba sulla mandibola, che nelle femmine è molto meno appariscente.

La coda è lunga quanto il corpo, non prensile ed a forma di manganello: essa viene utilizzata dall'animale per bilanciarsi durante i movimenti.

## Biologia
Si tratta di animali diurni ed arboricoli, che vivono in gruppi di 15-30 individui, che comunicano fra loro principalmente tramite i movimenti delle code e l'erezione dei peli del corpo, anche se frequentemente si tengono in contatto tramite l'emissione di vocalizzazioni acute e simili a cinguettii.

### Alimentazione
Si nutrono principalmente di frutta, ma mangiano anche semi ed insetti, in proporzioni variabili a seconda della zona e della stagione: durante il pasto sono assai frettolosi e guardinghi, spesso guardandosi in giro alla ricerca di altro cibo mentre stanno consumando il pasto.

### Riproduzione
Questi animali si riproducono una volta l'anno: durante l'estro, la vulva delle femmine si colora di rosso brillante e queste ultime camminano con le code erette, in modo che i maschi possano riconoscerne facilmente lo stato. La gestazione dura circa cinque mesi, al termine dei quali (a marzo od a settembre) nasce un unico cucciolo che viene accudito dalla madre fino a tre mesi d'età. I cuccioli raggiungono la maturità sessuale attorno ai quattro anni d'età.